# Pai Pedro
Pai Pedro là một đô thị thuộc bang Minas Gerais, Brasil. Đô thị này có diện tích 785.106 km². Năm 2007, dân số là 5.979 người, mật độ 7,7 người/km².